# プラトニックインベイド〜恋の侵略者〜
『プラトニックインベイド〜恋の侵略者〜』（プラトニックインベイド こいのしんりゃくしゃ）は、炭山文平による日本の漫画である。2006年3月から2006年9月まで 『別冊ヤングマガジン』（講談社）に掲載された後、2008年から2010年まで『チャンピオンRED いちご』（秋田書店）に続編が不定期に連載された。

## ストーリー
レイジはある日を境に宇宙人カズミによって生殖遺伝子を狙われるようになる。生殖遺伝子を採取されると地球が侵略されてしまう。レイジは誘惑に耐えることができるのだろうか。

## 登場人物
安部 レイジ（あべ レイジ）
星望（せいぼう）高校に通う16歳。同じクラスの友子に想いを寄せている。地球一平凡な男のため、カズミに生殖遺伝子を狙われている。カズミのことは地球を滅ぼす敵と知りつつ完全には憎めない模様。
カズミ
地球を侵略に来たスライム状の不定形宇宙人。本名不明。侵略者は原生人種の保護をしなければいけないのでレイジの生殖遺伝子を採取しようとしている（採取が済めば生存している人類は滅ぼしていい）。通常はレイジが見せた本の女の子の姿になっているが友子などにも自由に変形可能。地球人は恋人にしか生殖遺伝子の提供ができないというレイジの発言を信じ込み、レイジと恋人になろうとしている。地球人のことをよく知らず、いろいろと本などを見ているようだが地球人の恋愛を理解できずによく常識外の行動をとる。
片平 友子（かたひら ゆうこ）
16歳。レイジが想いを寄せる女の子。レイジのことは、異性として意識している模様。
ヒロナ＝シルベストリ
国連（国際連合ではなく架空の「国際連盟」）宇宙外交局諜報部所属の学生エージェント。16歳。記憶操作により星望高校の風紀委員長になり、レイジの生殖遺伝子を採取・保護しようとするが、採取した後レイジを抹殺しないと保護にならないことに気づかれ失敗。その後、レイジに助けられた借りを返すことにし、そのまま星望高校に在学中。
カナエ
レイジの親戚。正確な年齢は不明だがレイジが小学生の時に幼稚園児だった。レイジに昔から好意を抱いていた。

## 単行本
1. 2009年11月20日発売 ISBN 978-4-253-23042-1

第7話まで連載された後、第6話までを収録した単行本が全1巻として刊行。その後、『チャンピオンRED いちご』Vol.18に第8話が掲載され、単行本の売り上げ次第で継続の可能性があると作者コメントで示唆されたが、2011年4月現在中断が続いている。